# 野田城 (河内国)
野田城（のだじょう）は、河内国丹比郡野田荘（大阪府堺市東区）にあった日本の城。

## 概要
南北朝時代に野田荘の地頭をしていた野田正勝が築き、第３代野田正康までの居城であったという。城跡は現在、東区南野田の「すかしゆり公園」内にある。

## 歴史
- 1326年　野田庄地頭の野田四郎正勝によって、穂出籬山（ほでがきやま）の高台に野田城が築かれた。
- 1333年　楠木軍の掃討に遭った野田氏はそれ以来南朝の後醍醐天皇を奉り、楠木氏に忠誠を尽くすことになった。
- 1336年　四郎正勝は楠木正成に従い、足利軍の上洛を阻止するが湊川の合戦に挑むが共に戦死した。
- 1338年　高師直の北朝軍に取り囲まれるが、四郎正勝の子・四郎正氏の知略により大きな損害を免れた。「いばらの垣根」「泥田」「紙張りの城」などで進軍を遅らせ、敵の目を欺き村人の犠牲を防いだ。
- 1348年　四郎正氏は四条畷の合戦で楠木正行と共に戦死する。
- 1360年　足利の大軍に包囲された四郎正氏の子・兵部正康は城に火を放ち城外で戦うが、そこは女・子どもを巻き込んだ凄惨な戦場と化し、野田村は壊滅状態となった。兵部正康は狭山の明神山まで退却して奮戦したが戦死し、子孫は奈良から尾張方面に逃れたと伝えられている[2]。（異説あり）

## 関連画像

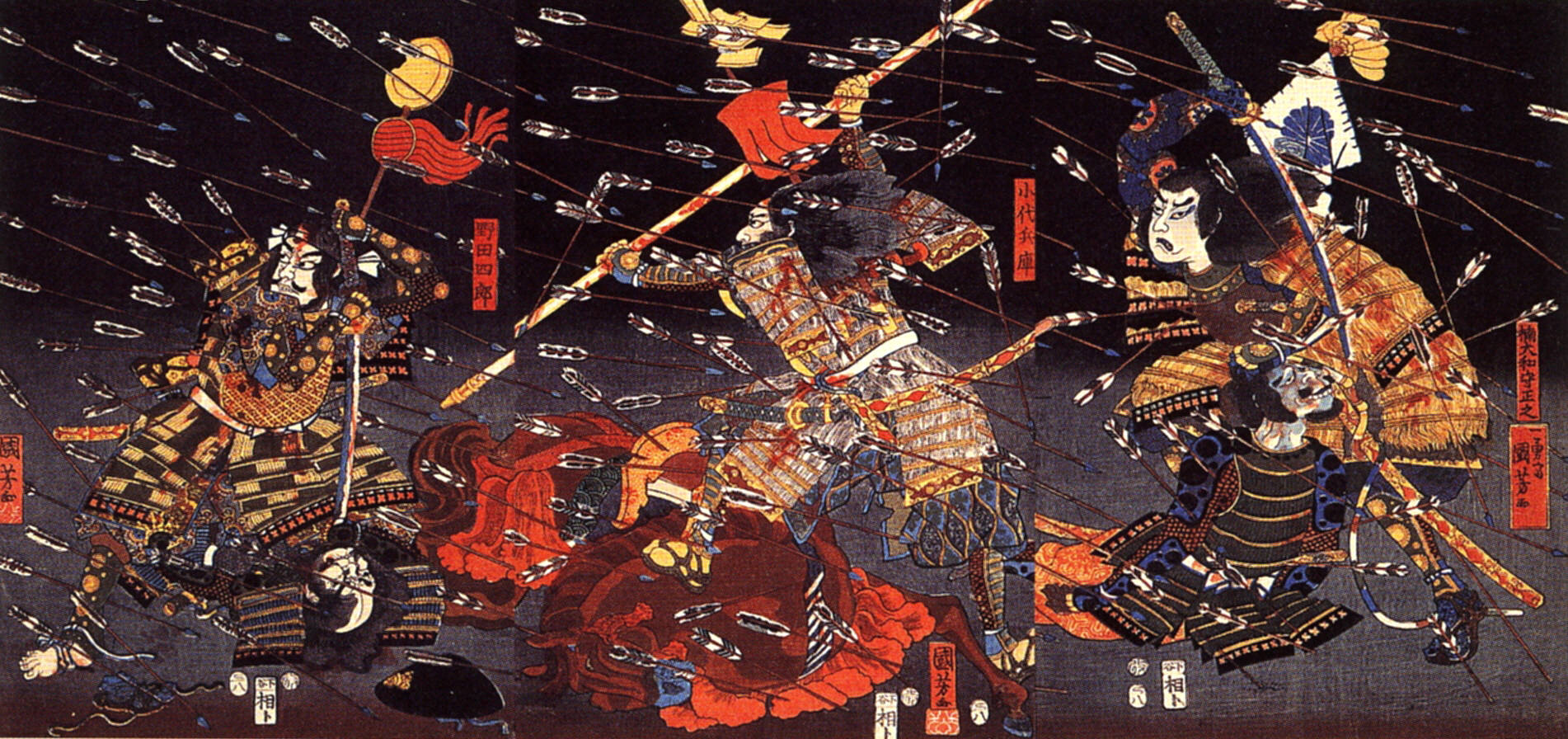
四条畷の戦い（歌川国芳画）
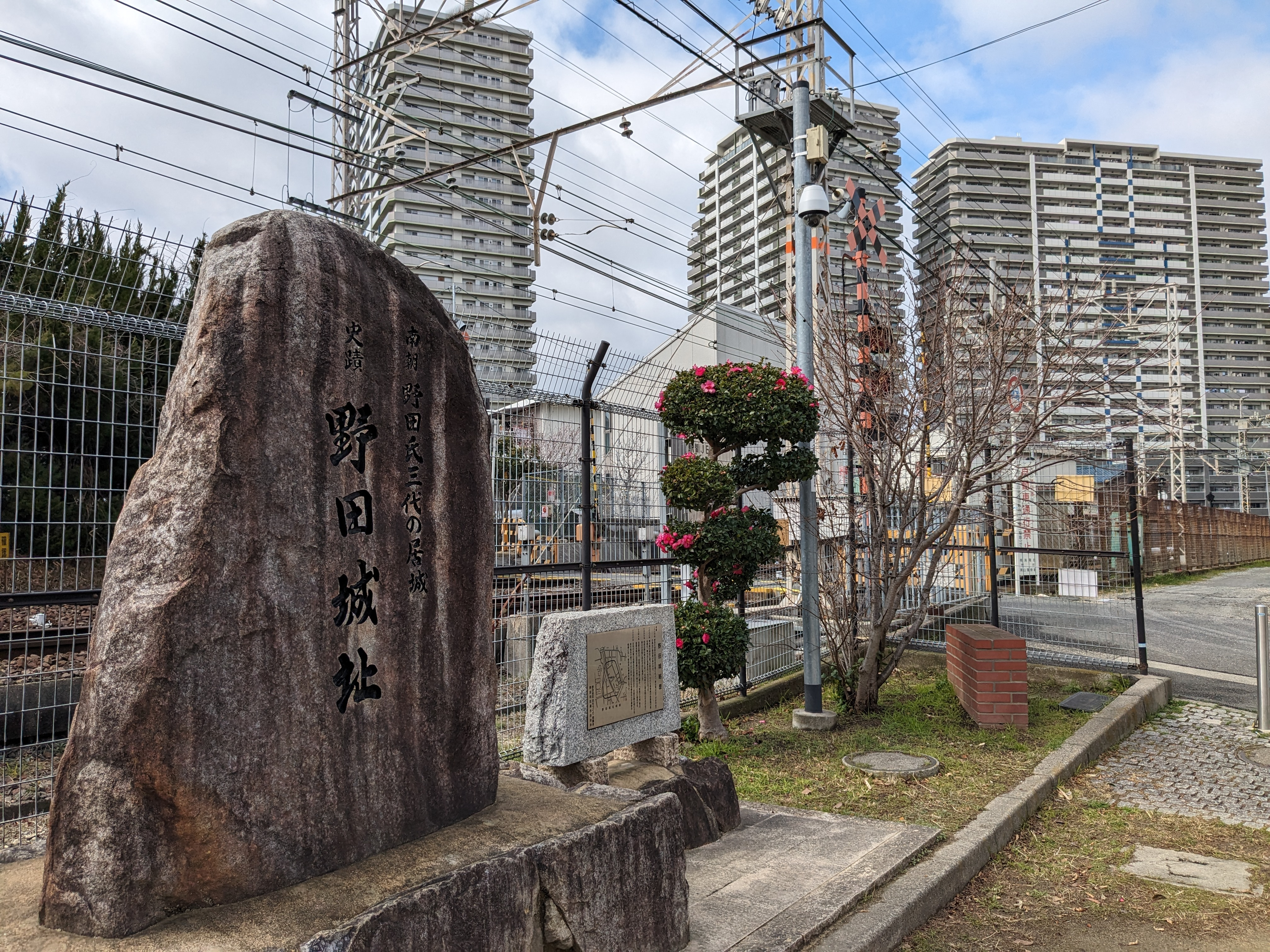
石碑